# Design textile
 (septembre 2024).

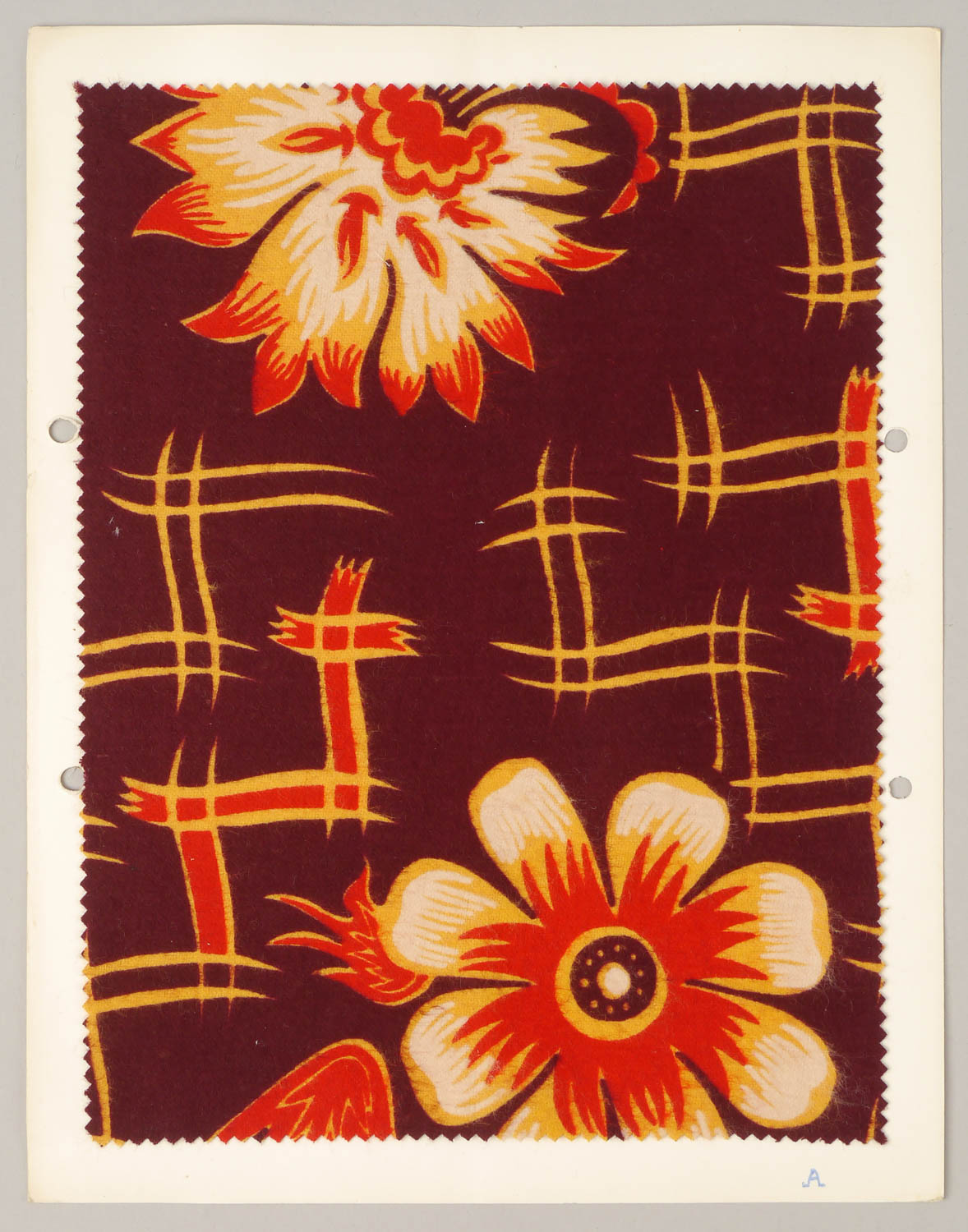
Exemple de design textile.

Le design textile correspond à l'ensemble des activités liées à la conception d'étoffes et de surfaces issues de la transformation de fibres textiles. Si le textile représente, avec la céramique, une des formes d'artisanat les plus anciens, c'est l'industrialisation de sa production, à partir du 19e siècle, qui permettra son essor comme activité de conception distincte de celles de fabrication. Traditionnellement, le design textile concerne la création de textiles pour l'habillement et l'aménagement d'intérieur (rideaux, tentures, linge de maison, etc.) mais s'étend aujourd'hui, dans son acception la plus large à des secteurs aussi variés que l'automobile, le sport, l'aérospatiale, la marine, l'armée, l'architecture, la médecine, etc.

## Designer textile
Son rôle est d'imaginer des matières textiles en termes de texture et de couleur pour l'habillement, la décoration intérieure, le linge de maison, etc. Il tient compte des caractéristiques des matières et des structures des fils. Il peut être spécialisé en dessin textile (dans l'industrie), ou plus porté sur le développement. Le designer textile intervient en amont du styliste, il n'est pas un concepteur de vêtement mais bel et bien un créateur de matière. 
Lorsqu'il travaille en collaboration avec les créateurs et les couturiers, son activité repose sur l'audace et l'innovation. Il doit surprendre tout en respectant l'image de la marque. La profession compte 400 personnes, qui exercent pour la plupart en indépendant.
Aujourd'hui cependant, le rôle du designer textile ne peut se limiter à sa définition traditionnelle. Il se décline de multiples manières, incluant parfois celles de l'ingénieur, du chercheur, du scientifique aussi bien que du designer et du créatif,,.

## Techniques de travail
Les compétences techniques, la créativité, et une capacité à s'adapter aux demandes des clients font partie des qualités requises du métier. Le designer textile anticipe les tendances de demain, maîtrise les notions d'esthétique. Étroitement liée à l'industrie il crée donc dans une logique de vente. Il a donc une part de responsabilité économique et sociale. Comme tous designer, analyser les contraintes liées au projet est une étape incontournable et centrale sur lesquelles reposera toutes recherches créatives. Il doit proposer un ensemble de solutions dont il assurera la mise en œuvre, le contrôle, la diffusion, la communication, et la promotion. Il aborde des domaines transversaux et complémentaires comme le tissage, la mode, l’environnement, le design d’objet, les couleurs, les tendances et le graphisme. Le designer textile travaille sur tous types de supports du papier au tissu à l’aide d’une grande variété de médium du tissage à l’impression sérigraphique et numérique.
Le travail du designer textile s'oriente schématiquement vers trois domaines principaux qui sont le tissage, l'imprimé et la maille. Il s'ouvre aussi aujourd'hui au domaine des vêtements et tissus connectés et plus généralement au design de matériaux actifs.

### Tissage
Le tissage traditionnel se fait sur un métier. Le créateur réalise des échantillons sur un métier de taille réduite, en utilisant toutes les techniques à sa disposition, y compris informatisées. Les échantillons choisis sont ensuite réalisés à plus grande échelle par des usines ou des ateliers spécialisés.

### Imprimé
L'imprimé regroupe non seulement les tissus et les non-tissés, effectivement imprimés par les différentes techniques en cours, mais aussi les tissages jacquard réalisés sur les métiers Jacquard modernes (qui ont peu à voir, sinon le principe lui-même, avec les anciens métiers de ce nom). La création est essentiellement graphique et se fait manuellement ou par informatique.

### Maille
La maille ou tricot est la technique du tricotage et la création fait appel à toutes les connaissances techniques du créateur en la matière.

### Formations
Plusieurs écoles proposent des formations au Design textile, notamment l'école publique sur concours l'ENSCI Textile, anciennement ANAT (Atelier national d'art textile) (75011), l'École nationale supérieure des arts décoratifs (spécialisation Design textile et matière), première école d'art en France à former au doctorat dans ce domaine, l'ESAA Duperré (BTS Design de mode & environnement, option textile matériaux surface) École Duperré, l'École nationale supérieure des beaux-arts de Lyon (Niveau II, spécialisation "Design Textile" imprimés), ESAAT (Roubaix) et l'École supérieure d'art Françoise Conte (titre certifié RNCP Niveau II Designer-Créateur Textile et Mode), le Centre des textiles contemporains de Montréal (école-atelier et diplôme d'études collégiales).  le Centre design et impression textile de Montréal (spécialisation en design textile pour l'impression. Diplôme d'Études Collégiales DEC 573.AD). A Bruxelles, la Haute École Francisco Ferrer, dans son département Arts appliqués, offre un cursus supérieur en trois ans, dans sa section Arts du tissu.